# Musonia boliviana
Musonia boliviana är en bönsyrseart som beskrevs av Max Beier 1930. Musonia boliviana ingår i släktet Musonia och familjen Thespidae. Inga underarter finns listade i Catalogue of Life.